# Girolamo Agucchi
Girolamo Agucchi, né le 15 janvier 1555 à Bologne en Émilie-Romagne et mort le 27 avril 1605 à Rome, est un cardinal italien. Il est un neveu du cardinal Filippo Sega (1591).

## Biographie
Girolamo Agucchi est protonotaire apostolique, envoyé spécial du pape en Flandre, référendaire au tribunal suprême de la Signature apostolique, vice-gouverneur de Fermo, secrétaire de la "Congrégation des évêques", prévôt de Ss. Simone e Giuda à Novara et percepteur de l'hôpital de Santo Sprito in Sassia à Rome.
Le pape Clément VIII le crée cardinal lors du consistoire du 9 juin 1604. Le cardinal Agucchi participe aux deux conclaves de 1605 (élection de Léon XI et de Paul V).

### Sources
- Fiche du cardinal sur le site fiu.edu